# Amenábar
Amenábar is een plaats in het Argentijnse bestuurlijke gebied Gral. López in de provincie Santa Fe. De plaats telt 1694 inwoners.